# Бонониа малата
Бонониа малата (лат. Bononia Malata) је био логор са пристаништем који су подигли Римљани код Баноштора, поред Дунава и на северним обронцима Фрушке горе. Заједно са утврђењем Онагринумом у Бегечу на левој дунавској обали, служио је за контролу речног саобраћаја.
Римско утврђење са бедемима, налазило се на правоугаоном платоу, са падинама на три стране, које је вероватно било праисторијско земљано утврђење (опидијум). Није познат распоред свих објеката али је археолошком методом утврђено да су на источној половини биле велике терме. Откривен је и водовод, као и велико античко гробље на падинама брега. Зидано пристаниште углавном је еродирано и делом се налази у кориту реке.
Угарски бан Белош, који је неко време владао Угарском у име сестрића, малолетног краља Гезе II, на темељима античких терми подигао је храм Светом Стефану Првомученику и основао самостан у које је довео монахе бенедиктинце.